# Barent Eriksz
Barent Eriksz (également connu sous le nom de Barent Erickzen et Bernard Ericks) est un commerçant néerlandais de Medemblik, considéré comme le pionnier du commerce néerlandais avec la Côte de l'Or en Afrique. 

## Expéditions maritimes

### Premier échec
Eriksz quitte le port d'Enkhuizen en 1590 et navigue vers le Brésil via Hambourg et l'Afrique du Nord afin d'y chercher du sucre. Cependant, autour de l'équateur, il subit de graves avaries et se trouve contraint de s'arrêter sur l'île de Principe pour réparer son navire dans le Golfe de Guinée. 
Il tombe aux mains des Portugais en 1591 qui l'emprisonnent à São Tomé, considérant sa présence comme une atteinte à leur monopole commercial.
Au cours de cet emprisonnement, il se renseigne sur le commerce de l'or portugais et comprend l'intérêt que représente la Côte de l'Or. Au terme de son emprisonnement, il retourne aux Provinces-Unies en mars 1593.

### Seconde expédition retentissante
Il parvient à convaincre quelques marchands d'Enkhuizen de lancer une nouvelle expédition vers la Côte de l'Or afin de s'y installer. Le parcours que prévoit Barent Erikz contourne l'Ecosse afin d'éviter la  Manche et éviter d'attirer l'attention. Il accoste à proximité de la colonie portugaise d'Elmina et y établit un comptoir provisoire. 
Il revient aux Provinces-Unies neuf mois plus tard avec les cales remplies d'or, d'ivoire et de piments.
Le succès de cette expédition est retentissant auprès des guildes marchandes et marque le commencement du commerce néerlandais en Afrique de l'Ouest. Barent Ericksz participe à neuf autres expéditions commerciales à destination de la Côte de l'Or. Il est considéré comme le premier pionnier de ce qui devient plus tard la Côte-de-l'Or néerlandaise.
L'expédition de Barent Erikz est publiée dans les carnets de Pieter de Marees, nourrissant l'attrait commercial pour la Côte de l'Or.